# Histoire de Poitou-Charentes
L'histoire de Poitou-Charentes commence avec la création des régions, sous le régime de Vichy(1941). La région comprend alors cinq départements, incluant la Vendée. Supprimées à la Libération, les régions renaissent en 1956 sous la forme de circonscriptions de programmes d'actions régionales. La région Poitou-Charentes est alors constituée de quatre départements (Charente, Charente-Maritime, Deux-Sèvres et Vienne). Le 1er janvier 2016, la région fusionne avec ses voisines l'Aquitaine et le Limousin pour former la région Nouvelle-Aquitaine.
Cette région sans identité propre, à cheval entre le Sud-Ouest et le Centre-Ouest de la France, fut créée pour combler le vide d'influence entre Tours et Bordeaux, en réunissant d'anciennes provinces : Poitou, Angoumois, Saintonge et Aunis. À la suite de la création des préfets de région le 4 mars 1964, Poitiers a été choisie comme préfecture, non à cause d'une prééminence quelconque (son agglomération a alors la même taille que La Rochelle ou Angoulême), mais parce qu'elle avait une université[réf. nécessaire]. Ceci n'a eu aucun impact jusqu'à la création des régions le 15 juillet 1972. 

## 1941-1944

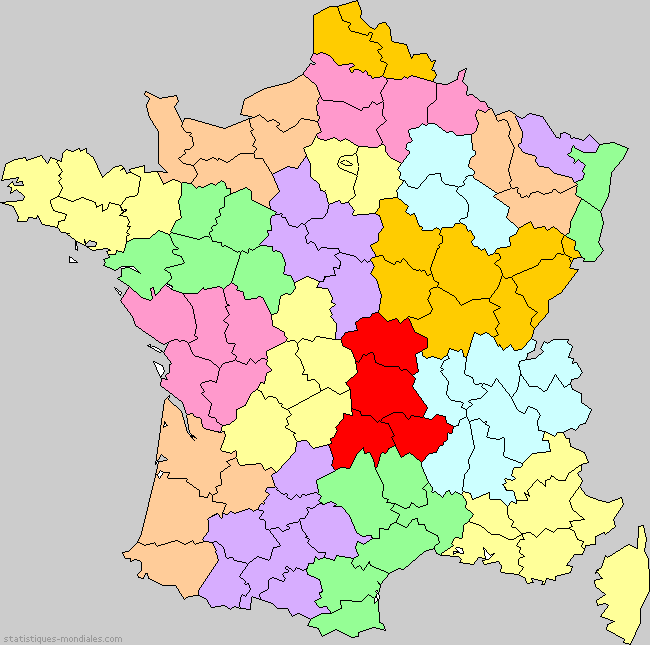
Préfectures régionales de l'État français de 1941.

## Lesannées 1980et1990

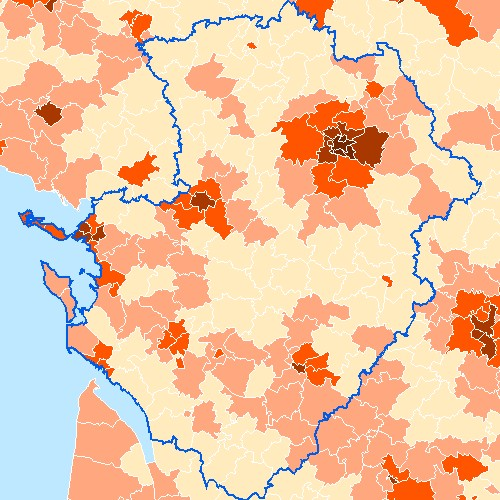
Répartition de la population diplômée en 1999.

Il y a création de l'université de La Rochelle puis à Angoulême et à Niort d'extensions de l'université de Poitiers. Le CAREL de Royan et l'IUT de Châtellerault en dépendent également.